# Ortho-Bionomy
Ortho-Bionomy (gr. in etwa „gemäß den Regeln des Lebens“) ist eine Methode der manuellen Therapie, die auf der Osteopathie, der Physiotherapie und dem Energieverständnis östlicher Medizinsysteme aufbaut. Begründet durch den Anglokanadier Arthur Lincoln Pauls (1929–1997) wird Ortho-Bionomy seit 1976 in Kanada und den USA und seit 1984 in Europa unterrichtet. Kennzeichnend sind der salutogenetische Ansatz und die Differenzierung der Behandlung in strukturelle, dynamische und energetische Ebenen mit ihren spezifischen Techniken. 
Nach dem Salutogenese-Modell ist Gesundheit als Prozess, nicht als Zustand zu verstehen. Funktionelle Symptome werden deshalb in der Ortho-Bionomy als Ausdruck der aktuellen Selbstregulation verstanden. Durch Betonen bzw. Überzeichnen macht man diese dem Patienten erfahrbar, um so eine physiologische Gegenregulation zu aktivieren. Schmerz- und Stressreize werden vermieden um eine „parasympathisch definierte Stoffwechsellage“ anzubahnen, die die Regeneration der beteiligten Gewebe unterstützen soll. Ortho-Bionomy findet Einsatz bei funktionell beeinflussbaren Beschwerden des Bewegungsapparates, funktionellen Belastungen innerer Organe, neurologischen Krankheitsbildern, frühkindlichen Entwicklungs- und Gedeihstörungen, Schmerzsyndromen, gehäuften Infekten, Störungen der vegetativen und hormonellen Regulation sowie Poststress-Syndromen und Traumafolgen.
Randomisierte Studien sind nicht bekannt, die Wirksamkeit dieser Therapiemethode ist wissenschaftlich nicht belegt. Die Arbeit weniger Autoren bezog sich bisher vor allem auf die Definition und Systematisierung der Methodik und ihrer Techniken.